# Napothera atrigularis
A Napothera atrigularis a madarak osztályának verébalakúak (Passeriformes) rendjébe és a Pellorneidae családjába tartozó faj.

## Rendszerezése
A fajt Charles Lucien Jules Laurent Bonaparte francia ornitológus írta le 1879-ben, a Cacopitta nembe Cacopitta atrigularis  néven. Egyes szervezetek szerint, a Turdinus nembe tartozik Turdinus atrigularis néven.

## Előfordulása
Délkelet-Ázsiában, Borneó szigetének északi részén, Brunei, Indonézia és Malajzia területén honos. A természetes élőhelye a szubtrópusi vagy trópusi síkvidéki és hegyi esőerdők. Állandó, nem vonuló faj.

## Megjelenése
Testhossza 18 centiméter, testtömege 61–71,5 gramm.

## Életmódja
Feltehetően gerinctelenekkel és növényi anyagokkal táplálkozik.